# 瀨戶貴幸
瀨戶貴幸（1986年2月5日—），日本足球運動員，司職中場，現效力于羅馬尼亞足球甲級聯賽球會普羅耶什蒂佩特羅魯。

## 俱樂部生涯
1986年出生于名古屋的濑户贵幸，从小学即热爱足球，但中学并没有进入足球传统校。高中他就读于愛知縣立熱田高中，一间能打入县比赛四强但没法参加全国大赛的学校。濑户贵幸想要成为职业球员，但没有球探注意他，也没有球队邀请他试训。高中毕业后前往巴西接受足球教育。在巴西练了一年半，先后在阿瓦伊和豪门科林蒂安受训，但是无法找到球會，只能回到日本。
回到日本后，濑户贵幸加盟了当地的五人制足球球會。直到有一天，濑户贵幸的哥哥告诉他，有一家罗马尼亚三级联赛的球队可以去试训。于是濑户贵幸前往罗马尼亚，在阿斯特拉足球俱乐部成为了一名职业球员，2007年刚加盟阿斯特拉时，濑户贵幸的月薪只有1000元。
在阿斯特拉，濑户贵幸成为中场核心，并随球队一起两年内连升两级，进入罗马尼亚足球甲级联赛。2014年，球队获得了罗马尼亚盃冠军，获得了参加欧联的资格。15/16赛季阿斯特拉历史性的获得罗马尼亚联赛冠军。
除了短暂租借到土超联赛球队奥斯曼利斯普之外，濑户贵幸在罗马尼亚待了11年，323次为阿斯特拉出场，一直是球队的主力。
几年前有西亚球队联系过他，甚至有可以参加亚冠联赛的中超球队希望将他当作亚援引进，但都被濑户贵幸拒绝。
2017年在和阿斯特拉合同到期后，濑户贵幸回到日本，加盟了从日职联赛降级的甲府风林。不过随着状态的下降，赛季他只获得1次出场机会。赛季结束后没有得到续约合同。
虽然在国内又一次失败，但濑户贵幸并不想结束职业生涯，于是他加盟拉脱维亚超级足球联赛球队列加斯。

## 外部連結
- Official blog （页面存档备份，存于）
- 瀨戶貴幸在RomanianSoccer.ro和StatisticsFootball.com上的資料
- Player profile on Osmanlispor's official website
- Soccerway資料庫：瀨戶貴幸
- ENJOY FOOTBALL ～ Seto Takayuki Official Blog ～  （页面存档备份，存于） - 旧ブログ（〜2011年1月28日）
- 瀨戶貴幸的X（前Twitter）
- 瀨戶貴幸的Instagram帳戶
- 瀨戶貴幸的Facebook專頁
- Takayuki Seto - transfermarkt.co.uk （页面存档备份，存于）
- Takayuki Seto - Football Database.eu （页面存档备份，存于）
- Soccerway資料庫：瀨戶貴幸